# Manuel Rocha Díaz
Manuel Rocha Díaz (Ciudad de México, 1936-1999) fue un arquitecto mexicano.

## Breve nota biográfica
En 1960 hizo una residencia de 3 meses en Japón en donde tuvo una gran influencia de la arquitectura japonesa tradicional. 
En 1961 se graduó de la Universidad Nacional Autónoma de México en donde estudió con Augusto H. Álvarez. 
A su regreso a México se casó con la fotógrafa Graciela Iturbide con la que tuvo dos hijos y una hija que murió en 1970. 
Ese año ganó el concurso para construir el Club de Golf Bellavista en la Ciudad de México y desde entonces hizo una carrera exitosa. Al final de los años setenta se convirtió en un entusiasta seguidor de la arquitectura postmoderna y se sintió espiritual y estéticamente cercano al arquitecto mexicano Luis Barragán. Sus edificios se convirtieron en una mezcla de arquitectura tradicional mexicana y arquitectura moderna. En ese periodo Rocha Díaz construyó obras como los estudios de grabación de la Sociedad de autores y compositores mexicanos (la primera de América Latina con capacidad de albergar una orquesta y coro enteros), los cines de esa misma sociedad que luego se convirtieron en la Cineteca Nacional de México en 1984, el centro de convenciones de la ciudad de Morelia México, etc.
En 1980 se casó por segunda vez con Marcela Díaz Gómez.
En 1988 se convirtió en un académico de número en el Colegio Nacional de Arquitectos. Murió a los 60 años de edad en México, D. F..
Uno de sus hijos es Mauricio Rocha Iturbide.

## Obras representativas
- Club de Golf Bella vista, Ciudad de México, 1971.
- Casa redonda en Tabachines, Ciudad de México, 1973.
- Estudios de grabación de la SACM, Ciudad de México, 1977.
- Centro de Convenciones de Morelia, Michoacán, 1981.
- Cineteca Nacional, Ciudad de México, 1984.
- Galerías Perinorte, Ciudad de México, 1990.

## Publicaciones

### Libros
- Manuel Rocha Díaz. En búsqueda de una arquitectura mexicana / editado por Ignacio Maya Gómez and Jaime Torres Palacios, 2005

- Datos: Q5856815